# Murphys
Murphys is een plaats in Calaveras County in Californië in de VS.

## Geografie
Murphys bevindt zich op 38°8′23″Noord, 120°27′9″West. De totale oppervlakte bedraagt 26,7 km² (10,3 mijl²) wat allemaal land is.

## Demografie
Volgens de census van 2000 bedroeg de bevolkingsdichtheid 77,2/km² (200,0/mijl²) en bedroeg het totale bevolkingsaantal 2061 dat bestond uit:
- 94,27% blanken
- 0,34% zwarten of Afrikaanse Amerikanen
- 0,97% inheemse Amerikanen
- 0,875% Aziaten
- 0,10% mensen afkomstig van eilanden in de Grote Oceaan
- 2,38% andere
- 1,07% twee of meer rassen
- 5,63% Spaans of Latino

Er waren 945 gezinnen en 611 families in Murphys. De gemiddelde gezinsgrootte bedroeg 2,18.

## Plaatsen in de nabije omgeving
De onderstaande figuur toont nabijgelegen plaatsen in een straal van 16 km rond Murphys.